# INES-schaal
De INES-schaal (International Nuclear and Radiological Event Scale, Internationale schaal van nucleaire gebeurtenissen) werd ingevoerd in 1990 door het Internationaal Atoomenergieagentschap (IAEA), zodat er naar het publiek gecommuniceerd kon worden over de ernst van een kernongeval of incident in een (civiele) nucleaire installatie.
De INES-schaal is geïnspireerd door de schaal van Richter, die wordt gebruikt voor de intensiteit van aardbevingen. Elke verhoging van het niveau vertegenwoordigt een ongeval tien keer ernstiger dan het vorige niveau. Echter, in tegenstelling tot bij aardbevingen (waarbij de intensiteit kwantitatief kan worden beoordeeld), is het niveau van een door de mens veroorzaakte ramp, zoals een nucleair ongeval, afhankelijk van interpretatie. Omdat het moeilijk is deze gegevens te interpreteren, wordt het INES-niveau vaak pas geruime tijd na het incident vastgesteld. Daarom heeft de schaal geen assisterend vermogen bij de directe hulpverlening.
De criteria en indicatoren zijn vastgesteld door een internationaal panel van experts, bijeengeroepen in 1989 door het IAEA en het kernenergieagentschap van de OESO. Er zijn 7 niveaus op de INES-schaal: 3 voor incidenten en 4 voor ongevallen.

## Deelaspecten
Het niveau op de schaal wordt bepaald op grond van drie deelaspecten:
- People and environment ('mens en milieu')
- Radiological barriers and controls (het insluiten en afschermen van radioactief materiaal en stralingsbronnen)
- Defence-in-depth ('diepteverdediging')

### Mens en milieu (people and environment)
Van belang hier is de daadwerkelijke blootstelling van personen in of in de nabijheid van de installatie, en onvoorziene uitstoot van radioactief materiaal.
Lozingen van radioactieve stoffen in het milieu leiden tot een INES-niveau 4 tot en met 7, afhankelijk van de schaal van de lozing.
Onvoorziene bestraling of besmetting van personen leidt tot een INES-niveau 1 tot en met 5, afhankelijk van het aantal personen en de stralingsdosis waaraan zij blootgesteld zijn. Een voorbeeld hiervan is de bestraling van een operator van een bedrijf dat radio-istopen maakt in Fleurus (INES niveau 4).

### Radiological barriers and controls
Het gaat hier om het insluiten en afschermen van radioactief materiaal en stralingsbronnen. Dit aspect heeft alleen betrekking op goed afgebakende nucleaire installaties waar men een goed onderscheid kan maken tussen on-site en off-site, en waar potentieel een voldoende grote uitstoot van radioactiviteit kan plaatsvinden om die als niveau 5 of hoger in te schalen. Deze categorie omvat dan alleen incidenten en ongelukken die beperkt blijven tot het terrein van de installatie en geen impact daarbuiten hebben.
Zulke gebeurtenissen worden dan ingeschaald van 2 tot en met 5. Een voorbeeld hiervan is het kernongeval van Three Mile Island (INES-niveau 5) omdat er een kernsmelting optrad waarbij een aanzienlijke hoeveelheid materiaal uit de reactorkern vrijkwam, waarvan de effecten evenwel grotendeels tot het reactorvat beperkt bleven.
Deze categorie vult een lacune op die zou ontstaan wanneer men alleen zou kijken naar daadwerkelijke blootstelling/uitstoot (people and environment) en aantasting van de defence-in-depth (wat niet hoger kan worden ingeschaald dan 3).

### Defence-in-depth
Iedere nucleaire installatie heeft verschillende redundante veiligheidsvoorzieningen, die als het ware verschillende verdedigingslagen vormen om te voorkomen dat ongewenste voorvallen een impact kunnen hebben op de installatie en diens omgeving  (defence-in-depth, 'diepteverdediging'). Gebeurtenissen die een van deze 'lagen' aantasten, geven aanleiding tot een INES-niveau 1 tot en met 3.
Hieronder vallen onder meer incidenten zoals met de kerncentrale Forsmark in 2006, waarbij verschillende noodstroomsystemen het lieten afweten.

## Niveaus
Voor niveaus lager dan 2 is internationale vergelijking lastig, omdat de precieze inschaling afhangt van de lokale en nationale autoriteiten. Dit geldt in het bijzonder voor niveau 0: dit zijn incidenten die niet op de schaal staan, maar ter plaatse wel meldingsplichtig zijn. Gebeurtenissen van niveau 2 en hoger zijn anderzijds weer tamelijk zeldzaam, zodat ook hier moeilijk conclusies kunnen worden getrokken op basis van jaarlijkse cijfers.

### Niveau 7
De hoogste schaal bevat de rampen waarbij een grote hoeveelheid radioactief materiaal is vrijgekomen, met grootschalige gezondheids- en milieueffecten tot gevolg. Om een dergelijke ramp te bedwingen zijn verstrekkende noodmaatregelen nodig. Volgens de normen van het IAEA wordt een ongeval op INES-niveau 7 ingeschaald wanneer de totale uitstoot overeenkomt met enkele tienduizenden terabecquerel (TBq) 131I-equivalent of meer.
Vanwege de grootschaligheid van dit niveau vallen de gebeurtenissen van niveau 7 onder het deelaspect mens en milieu. Tot nu toe hebben twee ongevallen op niveau 7 plaatsgevonden: de kernramp van Tsjernobyl en de kernramp van Fukushima. In beide gevallen kwamen zeer grote hoeveelheden radioactief materiaal vrij, waardoor grote gebieden moesten worden geëvacueerd.

### Niveau 6
Bij ongevallen van niveau 6 komt een behoorlijke hoeveelheid radioactief materiaal vrij, waarbij zeer waarschijnlijk geplande noodmaatregelen uitgevoerd zullen moeten worden.
De gebeurtenissen met niveau 6 vallen net als niveau 7 onder het deelaspect mens en milieu, omdat de hoeveelheid vrijgekomen radioactief materiaal direct invloed heeft op de leefomgeving. In de geschiedenis is er één ongeluk geclassificeerd als niveau 6; het ongeluk met een opslagtank bij de Majak Chemische Combinatie in de buurt van Kysjtym, waarbij ongeveer 2·1017 becquerel aan radioactiviteit vrijkwam.

### Niveau 5
De ongelukken in niveau 5 zijn op te delen in twee aspecten: mens en milieu en radiological barriers and controls.

#### Radiological barriers and controls
- Ongelukken waarbij er aanzienlijke schade aan de reactorkern is ontstaan (bijvoorbeeld door kernsmelting)
- Het door brand of een andere oorzaak vrijkomen van een aanzienlijke hoeveelheid radioactiviteit binnen de nucleaire installatie, waarbij de kans zeer groot is, dat er mensen mee in aanraking komen.

Een voorbeeld is het kernongeval van Three Mile Island, waarbij de reactorkern voor een groot deel gesmolten op de bodem van het reactorvat terecht was gekomen.

#### Mens en milieu
Er is sprake van een beperkte hoeveelheid vrijgekomen radioactief materiaal, waarbij waarschijnlijk enige noodmaatregelen zullen moeten ingesteld. De straling kan maximaal enkele doden tot gevolg hebben.
Een voorbeeld op het gebied van nucleaire installaties is de brand in een reactor bij Windscale in het (Verenigd Koninkrijk) in 1957, waarbij 7·1014 becquerel aan radioactiviteit vrijkwam.
Een voorbeeld buiten nucleaire installaties is het Goiânia-incident met hoogradioactief ziekenhuismateriaal in Brazilië, waarbij in totaal ongeveer 8·1014 becquerel aan radioactiviteit vrijkwam, verschillende mensen blootgesteld werden aan straling en vier doden vielen.

### Niveau 4
Ook niveau 4 is in twee aspecten, mens en milieu en radiological barriers and controls, onderverdeeld.

#### Mens en milieu
- Ongelukken met een minimale uitstoot van radioactief materiaal, waarbij vrijwel geen noodmaatregelen getroffen hoeven worden, anders dan een verscherpt toezicht op de voedselketen.
- Ongelukken waarbij blootstelling aan straling minimaal één slachtoffer heeft geëist.

Een voorbeeld van deze categorie ongelukken met nucleaire installaties is het kernongeval van Tokaimura, waarbij er te veel uranium aan een tank werd toegevoegd en er veel straling vrijkwam. Omwonenden in een straal van 350 meter werden geëvacueerd en 21 medewerkers werden blootgesteld aan straling. Twee van hen overleden. Een voorbeeld buiten nucleaire installaties is het kernongeval in Fleurus, waarbij een medewerker een in 50% van de gevallen dodelijke hoeveelheid straling ontving, maar uiteindelijk overleefde.

#### Radiological barriers and controls
Ongelukken waarbij meer dan 0,1% van de reactorkern schade oploopt of smelt en er een aanzienlijke hoeveelheid radioactiviteit binnen het gebouw vrijkomt, waar mogelijk mensen mee in aanraking komen.
Een voorbeeld van een dergelijk ongeluk is het ongeluk in de kerncentrale Saint-Laurent, waarbij één brandstofstaaf smolt, zonder dat daarbij radioactiviteit buiten het gebouw vrijkwam.

### Niveau 3
Voor dit niveau zijn de deelaspecten mens en milieu, radiological barriers and controls en defence-in-depth van toepassing.

#### Mens en milieu
- Blootstelling van een medewerker aan meer dan 10 maal de toegestane jaarlijkse dosis
- Acute effecten op de gezondheid van een of meer werknemers (bijv. brandwonden als gevolg van lokale bestraling)

#### Radiological barriers and controls
- Ernstige verspreiding van radioactieve besmetting binnen de installatie
- Hoge stralingsniveaus (> 1 Sv/h) in werkruimtes binnen de installatie

#### Defence-in-depth
- Een bijna-ongeluk in een kerncentrale waarbij geen veiligheidsvoorzieningen meer over zijn.
- Vermiste of gestolen hoogradioactieve bron, met intacte afscherming; of een verkeerd bezorgde hoogradioactieve bron zonder adequate procedures voor zo'n voorval.

#### Voorbeelden
- Een lek in het Nationaal Instituut voor Radio-elementen in Fleurus waarbij radioactief jodium vrijkwam - 2008. Volgens de toen geldende criteria als INES-3 ingeschaald.[10][11]
- De splijtstofopwerkingsfabriek THORP, onderdeel van Sellafield (Verenigd Koninkrijk) - 2005.
- De kerncentrale van Paks (beschadigde splijtstofelementen in een schoonmaaktank) (Hongarije) - 2003.
- Een brand in de kerncentrale bij het Spaanse Vandellòs, waardoor de veiligheidssystemen buiten werking raakten.

### Niveau 2

#### Mens en milieu
Zeer kleine off-site effecten; dosis van een burger bedraagt meer dan 10 mSv, of opgelopen dosis van een medewerker boven de jaarlijks toegestane dosis.

#### Radiological barriers and controls
Verhoogde besmettings- of stralingsniveaus in ruimtes binnen de installaties waar dit niet verwacht wordt.

#### Defence-in-depth
- Significante storingen in de veiligheidsvoorzieningen, zonder daadwerkelijke gevolgen.
- Een intacte, goed afgeschermde hoogradioactieve bron wordt onverwacht aangetroffen
- Een hoogradioactieve bron is niet goed verpakt

#### Voorbeelden
- Kerncentrale Ascó (Spanje), april 2008: radioactieve besmetting[12][13]
- Kerncentrale Doel (België), 18 maart 2011. In eenheid 4 van de centrale staan meerdere pompen voor het leveren van water naar de stoomgeneratoren. Tijdens een controle bleek dat een van deze pompen in bepaalde omstandigheden niet genoeg debiet zou leveren. Het incident werd als niveau 2 ingeschaald mede doordat de exploitant het incident pas laat meldde.[14][15]
- Kerncentrale Borssele (Nederland), 1996. Een afsluiter van het containment staat open, terwijl de indicator in de regelzaal aangeeft dat deze gesloten is.

### Niveau 1
Dit is een klein tot zeer klein incident. Alleen het aspect defence-in-depth is hier van toepassing. Het gaat dan om
- Blootstelling van een of meer burgers aan stralingsdoses boven de toegestane limieten
- Kleine problemen met de veiligheidssystemen waarbij nog voldoende redundante systemen over zijn.
- Een laagradioactieve bron raakt zoek of wordt gestolen

#### Voorbeeld
- Het uitvallen van de stroom en falen van een van de noodkoelinstallaties bij de Hoge Flux Reactor bij Petten in Nederland.

### Niveau 0
Dit is een incident zonder gevolgen voor de veiligheid. In Nederland worden hier incidenten mee aangeduid die niet aan de INES-criteria voldoen maar wel meldingsplichtig zijn.

## Beperkingen
De INES-schaal heeft zijn beperkingen. Dit komt naar voor bij het vergelijken van de twee rampen met INES-schaal 7: de ramp in Tsjernobyl in 1986, die ernstige en wijdverspreide gevolgen had voor mens en milieu, en de kernramp in Fukushima in 2011, waarbij één dodelijk slachtoffer viel en relatief weinig (10%) radiologisch materiaal in het milieu terechtkwam. Het kernongeval in Fukushima Daiichi werd oorspronkelijk beoordeeld als INES 5, maar vervolgens opgewaardeerd naar INES 7 (het hoogste niveau) toen de gebeurtenissen in eenheden 1, 2 en 3 werden gecombineerd tot één gebeurtenis en het gecombineerde vrijkomen van radiologisch materiaal de bepalende factor was voor de INES-beoordeling.